# 문정인 (정치학자)
문정인(文正仁, 1951년 3월 25일~)은 대한민국의 정치학자이다.
연세대학교 명예특임교수로 2017년 5월 21일 문재인 정부 통일외교안보특보로 임명됐다. 동아시아재단 영문 계간지 《Global Asia》 의 편집인이기도 하다. 현재 캘리포니아대학 샌디애고 분교(University of California, San Diego) School of Global Policy and Strategy 의 Krause 석좌 연구원 및 Duke 대학 Asia-Pacific Studies Institute의 겸임교수로 있다. 또한 비핵화와 핵확산방지를 위한 아시아-태평양 리더십 네트워크 공동의장으로 있다. 연세대학교 국제학대학원장과 통일연구원장, 대통령자문 동북아시대위원회 위원장 (장관급)과 외교통상부의 국제안보대사직, 그리고 연세대 김대중 도서관장을 역임하였다.

## 생애
본관은 남평이며, 제주도 제주시 출생이다. 제주북초, 오현중•고등학교를 졸업했으며 연세대학교에서 철학 학사, 메릴랜드 대학교 대학원에서 정치학 석사, 정치학 박사 학위를 취득했다. 문정인은 연세대학교에 부임하기 전에는 10여 년간 미국의 켄터키대학교(University of Kentucky)에서 정치학과 조교수와 부교수로 재직했다. 그리고 윌리암스대학교(Williams College), 듀크 대학 (Duke University), 그리고 캘리포니아대학 샌디애고 분교(University of California, San Diego) 등에서 방문교수를 지냈다. 그리고 일본 게이오 대학과 중국 북경대학 국제관계학원 초빙교수를 역임했다.
“The Future of East Asia” (Palgrave-Macmillan, 2018) co-edited with Peter Hayes, ”Denuclearization and peace on the Korean Peninsula“(Yonsei University Press, 2015), co-edited with Peter Hayes. ”다보스 이야기“ (와이즈배리 2014), “일본은 지금 무엇을 생각하는가?"(한국판 삼성경제연구소 2013년, 중국판 사회과학원 문헌출판사 2017), “The Sunshine Policy"(Yonsei University Press, 2012년)와 "중국의 내일을 묻다" (한국판 삼성경제연구소 2010년, 중국판 세계지식출판사 2012년), "Bridging the Divide-Moon Jae-In's Korean Peace Initiative" (Yonsei University Press, 2019년) "Routledge Handbook of Korean Politics and Public Administration" (Routledge, 2020년), "문정인의 미래 시나리오" (청림출판 2021년) 등 60권의 국, 영문 저서와 편저가 있고 World Politics, International Studies Quarterly, World Development 등 국제 저명 학술지와 각종 논문집에 300여 편의 학술 논문을 게재한 바 있다.
문정인은 현재 SSCI에 등재된 12개의 국제저명 학술지의 편집위원이며, 미국국제정치학회 부회장과 한국평화학회 회장을 역임하였다. 또한 세계경제포럼(다보스 포럼)의 교수 요원으로서 본 포럼의 한국위원회 위원장을 지낸 바 있다. 미국 Woodrow Wilson Center 로부터 공공정책학술상 (1999년), 북경대학으로부터 Lixian Scholarship (2009년), 미국 캘리포니아 대학-샌디에고로부터 Pacific Leadership Fellowship (2010년)을 수여받았고 1, 2차 남북정상회담에 특별수행원으로 참석한 유일한 학자이기도 하다.

## 논란

### 정책 및 사상 관련
문정인은 대북 화해협력 정책으로 알려진 햇볕정책의 주창자로 알려져 있다. 또한 대화와 협상을 통해 북한 핵문제를 해결해야 한다는 대화론자이기도 하다. 일부 보수 진영에서는 문정인을 ‘자주파의 거두’ 또는 한미동맹에 비판적인 대표적 진보학자로 규정하고 있다. 특히 2017년 6월 16일 워싱턴 우드로우 윌슨 센터 강연에서 ‘북한의 핵미사일 활동 중단과 한미연합 군사훈련의 규모축소 또는 잠정 중단’을 주장, 한국에서 커다란 논란을 야기하기도 했다. 그리고 북한 지도부에 대한 ‘참수’ 용어 사용에 반대, 송영무 국방장관과 마찰을 빚기도 했다. 2017년 6월 이후 문재인 대통령의 통일외교안보 특별보좌관으로 문정인은 외교안보 정책 논쟁의 중심에 서 왔다.

### 개인 및 가족 도덕성 관련
문정인은 또한 ‘행담도 스캔들’로 논란에 중심에 선 바 있다. 2004년 9월경 당시 외국인투자를 총괄하는 동북아시대위원장으로 있던 문정인은 싱가포르 투자 회사인 행담도 개발(주)의 김재복 사장에 행담도 개발 2단계 사업 추진 관련 지원의향서를 발급한 바 있는데 검찰은 이 지원의향서에 허위가 있다 하여 문정인과 당시 동북아시대위원회 기조실장인 정태인을 공문서위조죄로 기소한 바 있다. 그러나 법원 1, 2심은 물론 대법원에서도 이 지원의향서에 대해 단순히 자신의 '의견'을 게재한 '추천서'라 판단하여 최종 무죄를 판단하였다.
그 과정에서 문정인의 아들 문기현의 국적 포기문제가 불거져 나온 바 있다. 당시 언론은 문기현이 병역기피를 목적으로 2005년 1월에 법무부 출입국관리사무소에 한국국적 포기를 한 것으로 보도, 커다란 논란을 야기한 바 있다. 그러나 이 보도가 나오자 법무부와 병무청은 문기현이 1998년 미국 국적 취득과 동시에 한국 국적을 이미 상실했기 때문에 2005년 1월에 병역기피를 목적으로 국적포기를 했다고 볼 수는 없다는 입장문을 발표하였다. 당시의 기사는 문기현이 98년에 이미 포기한 국적을 2005년 1월에 신고한 것인데 이를 05년에 포기한 것으로 잘못 보도한 것이다.
태평양전쟁의 A급 전범 용의자였다가 불기소처분된 사사카와 료이치가 세운 일본재단의 출연금과 한국 독지가들의 기부금을 기반으로 연세대학교가 설립한 아시아연구기금의 이사장직을 역임한바 있다.